# Isidoro Gilbert
Isidoro Gilbert (27 de agosto de 1931-22 de octubre de 2018) fue un periodista argentino con militancia comunista.

## Biografía
Hijo de inmigrantes judíos, nació en el Hospital Durand, de Buenos Aires. A los 18 años, como estudiante secundario, se hizo miembro de la Federación Juvenil Comunista (FJC). Luego pasó al PC. Durante el primer gobierno de Juan Perón fue seis meses preso, cárcel que compartió con Rogelio García Lupo, con quien se hicieron muy amigos.
Se hizo conocido desde aquel 1953 en que encabezó la campaña por la aparición con vida de su camarada Mario Ernesto Bravo, secuestrado por la Policía Federal.

## Trayectoria
En 1958, comenzó en el diario partidario La Hora. Trabajó para las agencias CTK y Sinhua.
Desde 1962, presentado por su amigo Juan Gelman, fue jefe de la Agencia soviética de prensa TASS durante tres décadas.
Encabezó dos proyectos de izquierda, los diarios La Calle, clausurado en 1974, y Sur, en 1991, como jefe de Redacción.
Compartió redacciones con Andrés Rivera, Sergio Peralta, Juan Carlos Portantiero, Manuel Mora y Araujo, John William Cooke e Ismael Viñas.
Fue corresponsal de L’Unitá (Italia), de Le Humanité (Francia); El Siglo (Chile); La República de Montevideo, entre otros.
En los años 90 integró la Asociación Periodistas.
En los 2000 trabajó para La Capital de Rosario y La República de Montevideo e integró las asociaciones de Corresponsales Extranjeros y Periodistas por la Libertad de Prensa.
En sus últimos años, colaboraba con el semanario cultural Ñ, de Clarín.

## Libros
- La ilusión del progreso apolítico. Una respuesta a R. Terragno. Legasa, Buenos Aires, 1987. ISBN 9506000700 - 10 ISBN 9789506000707 -13 (250 p.)
- El largo verano del 91: de la ilusión menemista a la realidad todmaniana. Legasa, 1991. ISBN 9506001685 -120 / ISBN 9789506001681 -13 (217 p.)
- El oro de Moscú. Historia secreta de la diplomacia, el comercio y la inteligencia soviética en la Argentina. Sudamericana, 1994. ISBN 9507425403 (450 p.)
- La FEDE, alistándose para la revolución: la Federación Juvenil Comunista, 1921-2005. Sudamericana, 2009. ISBN 9789500734127

En el primero de sus libros rebatía las tesis de Rodolfo Terragno (en su libro Argentina siglo 21, de 1984), cuando era ministro de Raúl Alfonsín. Planteaba interrogantes para responder a quienes profesaban la fe en la tecnología como motor de desarrollo. En el segundo, hizo una crónica crítica del comienzo de las "relaciones carnales" con EE. UU.
Años después, fue editor de libros de Sudamericana y Random House.

## Fallecimiento
Estuvo siete años enfermo; sufrió un infarto y estuvo internado. Ya en su casa, el sábado a la noche pidió escuchar a Duke Ellington, su compositor favorito y cerró los ojos con Black and tan fantasy, una marcha fúnebre en clave de jazz. Pidió que sus restos fueran cremados y, sus cenizas, esparcidas en el Río de la Plata desde el Parque de la Memoria. Falleció a los 87 años.